# しずおか市町対抗駅伝
しずおか市町対抗駅伝（しずおかしちょうたいこうえきでん）は、毎年12月最初の日曜日の前日の土曜日に静岡県で開催される、静岡県の市町対抗の駅伝大会。正式名称は第10回大会までは静岡県市町村対抗駅伝競走大会、第11回大会以降は静岡県市町対抗駅伝競走大会である。2024年で第25回大会を迎える。

## 概要
静岡市葵区の静岡県庁前から同市清水区の清見寺前を経由し、同市駿河区の草薙陸上競技場までを、小学生から一般･40歳以上までの全12区間（第7回大会までは全10区間・第17回大会までは全11区間）で襷をつなぐ。距離は第1回大会のみ42.220km、第2回大会以降は42.195kmとなっている。市の部と町(町村)の部の2部制で行われるが、スタートは同時である。

## 大会運営
第25回大会（2024年）時点
- 主催

一般財団法人静岡陸上競技協会、静岡新聞社・静岡放送
- 共催

静岡県、静岡県教育委員会、公益財団法人静岡県スポーツ協会
- 特別後援

公益財団法人静岡県市町村振興協会、静岡市

## コース
第18回大会より、第9区に小学生区間が追加され、12区間となった。
| 区間 | 距離    | 起点                         | 終点                         | 備考                   |
| ---- | ------- | ---------------------------- | ---------------------------- | ---------------------- |
| 1区  | 3.673km | 県庁本館前（中堀2周）        | 二之丸橋                     | 中学生・高校生（女子） |
| 2区  | 1.903km | 二之丸橋（中堀1周）          | 二之丸橋                     | 小学生（男子）         |
| 3区  | 1.715km | 二之丸橋                     | 長谷通り（西草深町東交差点） | 小学生（女子）         |
| 4区  | 3.549km | 長谷通り（西草深町東交差点） | JAあさはた支店               | 中学生・高校生（女子） |
| 5区  | 6.855km | JAあさはた支店               | 鳥坂自治会館                 | 中学生・高校生（男子） |
| 6区  | 3.911km | 鳥坂自治会館                 | 清水六中前                   | 40歳以上（男女不問）   |
| 7区  | 3.564km | 清水六中前                   | 袖師生涯学習交流館           | 中学生（男子）         |
| 8区  | 3.02km  | 袖師生涯学習交流館           | 清水清見潟公園               | 中学生（女子）         |
| 9区  | 1.619km | 清水清見潟公園               | 榊屋                         | 小学生（男女不問）     |
| 10区 | 3.051km | 榊屋                         | 清水区役所                   | 一般（女子）           |
| 11区 | 4.31km  | 清水区役所                   | 清水七中                     | 中学生・高校生（男子） |
| 12区 | 5.025km | 清水七中                     | 草薙陸上競技場               | 一般（男子）           |

## チーム編成
- チームは監督1名、コーチ1名、選手20名の計22名以内。
- チームは市町単位、政令市は行政区単位とする。行政区の場合は隣接した行政区の連合チームでも出場可。
- いずれの市町・行政区でも複数のチーム参加ができる。
- 市町村合併の進捗状況を考慮し、合併前後どちらの行政単位でも出場できる。

## 歴史
東海道400年祭を契機とし、県内市町村相互の交流促進、県民スポーツの振興をはかるとともに、県内スポーツ選手の発掘・育成・強化、県民の体力向上を目的として、2000年11月23日に第1回大会が開催された。前日に行われた開会式に於いて、当時の県知事・石川嘉延は「大会が回を重ねる中で、本県が得意としなかった長距離部門の盛り上がりを期待したい。出来ることならば、3年後に開催される静岡国体で成果が表れることを切望します」と語った。
第1回大会では74市町村から74チームが参加。市の部は富士市が優勝。その後の大会では御殿場市、浜松市、静岡市が優勝を分け合う展開を続けている。第1回大会町村の部は浅羽町が優勝。その後は長泉町が圧倒的な強さを見せ、2008年の第9回大会から2012年の第13回大会まで5連覇を達成した。

## 大会記録
|        |                | 区間数 | 距離     | 市の部      | タイム        | 町の部 | タイム        |
| ------ | -------------- | ------ | -------- | ----------- | ------------- | ------ | ------------- |
| 第1回  | 2000年11月23日 | 10     | 42.220km | 富士市      | 2時間16分12秒 | 浅羽町 | 2時間23分54秒 |
| 第2回  | 2001年11月23日 | 10     | 42.195km | 静岡市      | 2時間15分34秒 | 長泉町 | 2時間22分32秒 |
| 第3回  | 2002年11月30日 | 10     | 42.195km | 御殿場市    | 2時間16分10秒 | 長泉町 | 2時間22分27秒 |
| 第4回  | 2003年12月6日  | 10     | 42.195km | 浜松市      | 2時間15分34秒 | 森町   | 2時間22分07秒 |
| 第5回  | 2004年12月4日  | 10     | 42.195km | 浜松市      | 2時間14分48秒 | 函南町 | 2時間19分47秒 |
| 第6回  | 2005年12月3日  | 10     | 42.195km | 御殿場市    | 2時間15分07秒 | 長泉町 | 2時間19分28秒 |
| 第7回  | 2006年12月2日  | 10     | 42.195km | 静岡市静岡  | 2時間15分13秒 | 函南町 | 2時間21分07秒 |
| 第8回  | 2007年12月1日  | 11     | 42.195km | 浜松市中央  | 2時間15分20秒 | 新居町 | 2時間19分36秒 |
| 第9回  | 2008年12月6日  | 11     | 42.195km | 浜松市西部  | 2時間17分04秒 | 長泉町 | 2時間21分21秒 |
| 第10回 | 2009年12月5日  | 11     | 42.195km | 静岡市静岡A | 2時間16分17秒 | 長泉町 | 2時間19分06秒 |
| 第11回 | 2010年12月4日  | 11     | 42.195km | 浜松市西部  | 2時間14分44秒 | 長泉町 | 2時間20分37秒 |
| 第12回 | 2011年12月3日  | 11     | 42.195km | 浜松市西部  | 2時間13分15秒 | 長泉町 | 2時間23分11秒 |
| 第13回 | 2012年12月1日  | 11     | 42.195km | 浜松市西部  | 2時間13分29秒 | 長泉町 | 2時間18分18秒 |
| 第14回 | 2013年11月30日 | 11     | 42.195km | 浜松市西部  | 2時間11分17秒 | 小山町 | 2時間16分48秒 |
| 第15回 | 2014年12月6日  | 11     | 42.195km | 浜松市西部  | 2時間11分58秒 | 小山町 | 2時間16分57秒 |
| 第16回 | 2015年12月5日  | 11     | 42.195km | 浜松市北部  | 2時間12分09秒 | 函南町 | 2時間17分11秒 |
| 第17回 | 2016年12月3日  | 11     | 42.195km | 浜松市西部  | 2時間11分07秒 | 小山町 | 2時間18分46秒 |
| 第18回 | 2017年12月2日  | 12     | 42.195km | 浜松市北部  | 2時間12分39秒 | 函南町 | 2時間18分43秒 |
| 第19回 | 2018年12月1日  | 12     | 42.195km | 御殿場市    | 2時間11分44秒 | 函南町 | 2時間16分30秒 |
| 第20回 | 2019年11月30日 | 12     | 42.195km | 御殿場市    | 2時間9分29秒  | 清水町 | 2時間17分13秒 |
| 第21回 | 2020年12月5日  | 12     | 42.195km | 浜松市北部  | 2時間10分49秒 | 清水町 | 2時間14分59秒 |
| 第22回 | 2021年12月4日  | 12     | 42.195km | 浜松市北部  | 2時間12分16秒 | 吉田町 | 2時間17分53秒 |
| 第23回 | 2022年12月3日  | 12     | 42.195km | 浜松市北部  | 2時間11分30秒 | 清水町 | 2時間14分25秒 |
| 第24回 | 2023年12月2日  | 12     | 42.195km | 御殿場市    | 2時間11分21秒 | 長泉町 | 2時間16分16秒 |
| 第25回 | 2024年11月30日 | 12     | 42.195km | 浜松市北部  | 2時間12分15秒 | 清水町 | 2時間17分40秒 |

なお、人口1万人(第21回大会からは1万5000人)以下の市町の最高順位チームに対し、ふるさと賞が贈呈される。
また第15回記念大会は福島県会津若松市チームが参加した（オープン参加という形で、順位には反映されていない）。

## 中継
静岡放送（SBSラジオ・SBSテレビ）で生中継される。
また、YouTubeを用いたWeb中継も行われる。
ラジオはスタート前より完全生中継。
テレビはJNNニュース全国枠のみ中断され、JNNニュースのローカル枠はニュースを伝えず、枠内で中継が行われる（放送上はニュースの終了である12時まで中断と案内される）。
センター実況・フィニッシュ実況はテレビ・ラジオ別に配置されるが、スタート・各中継所実況はテレビ・ラジオ共通となる。
また、一部中継所は中継所担当が配置されず、センター実況が実況を行う。
実況は基本的に静岡放送のアナウンサー（フリーだが実質的に静岡放送所属の鬼頭里枝含む）が担当するが、毎年TBSテレビ・CBCテレビより1名ずつアナウンサーが派遣される（2019年は伊藤隆佑（TBS）・江田亮（CBC）。2020年は両局ともに派遣せず）。
Web中継の実況音声はテレビ・ラジオのどちらかが使われる。
中継車はTBSテレビのものが使用されている。

## 公式テーマソング
公式テーマソングは、静岡放送で番組を担当しているアーティストの楽曲が使用されることが多い。
| 回                        | 開催年 | タイトル         | アーティスト        |
| ------------------------- | ------ | ---------------- | ------------------- |
| 第8回（2007年）以前は不明 |        |                  |                     |
| 第9回                     | 2008年 | 風をきって       | CRaNE               |
| 第10回                    | 2009年 | 風をきって       | CRaNE               |
| 第11回                    | 2010年 | JOIN             | CRaNE               |
| 第12回                    | 2011年 | JOIN             | CRaNE               |
| 第13回                    | 2012年 | Ready Go!        | Sissy               |
| 第14回                    | 2013年 | スタートライブ   | STRIKE              |
| 第15回                    | 2014年 | 1%でも僕は挑むよ | ROYALcomfort        |
| 第16回                    | 2015年 | Are you ready?   | ポタリ              |
| 第17回                    | 2016年 | 未来DELIGHT      | UNIONE              |
| 第18回                    | 2017年 | 風を追い越して   | 渡邊ヒロアキ        |
| 第19回                    | 2018年 | スタートダッシュ | スピラ・スピカ      |
| 第20回                    | 2019年 | ボルテージ!      | フレンズ            |
| 第21回                    | 2020年 | ハジマリ         | Hakubi              |
| 第22回                    | 2021年 | トライミライ     | she9                |
| 第23回                    | 2022年 | GODSPEED         | ももいろクローバーZ |
| 第24回                    | 2023年 | GODSPEED         | ももいろクローバーZ |

## 市町村対抗駅伝を行っている他の都道府県
- 青森県（青森県民駅伝競走大会）
- 岩手県（一関・盛岡間駅伝競走大会）
- 山形県（山形県縦断駅伝競走大会）
- 福島県（市町村対抗福島県縦断駅伝競走大会）
- 栃木県（栃木県郡市町対抗駅伝）
- 新潟県（新潟県縦断郡市対抗駅伝競走大会）
- 長野県（長野県市町村対抗駅伝競走大会、長野県縦断駅伝競走）
- 山梨県（山梨県一周駅伝）
- 東京都（中学生「東京駅伝」大会）
- 神奈川県（市町村対抗かながわ駅伝競走大会）
- 岐阜県（ぎふ清流郡市対抗駅伝競走大会）
- 愛知県（愛知県市町村対抗駅伝競走大会）
- 三重県（美（うま）し国三重市町対抗駅伝）
- 和歌山県（和歌山県市町村対抗ジュニア駅伝競走大会）
- 兵庫県（兵庫県郡市区対抗駅伝）
- 岡山県（「晴れの国 岡山」駅伝競走大会）
- 香川県（郡市対抗源平駅伝）
- 徳島県（徳島駅伝）
- 高知県（県市町村対抗駅伝）
- 福岡県（市町村対抗福岡駅伝）
- 佐賀県（郡市対抗県内一周駅伝大会）
- 長崎県（郡市対抗県下一周駅伝大会）
- 熊本県（郡市対抗熊日駅伝、熊日郡市対抗女子駅伝大会）
- 大分県（県内一周大分合同駅伝）
- 鹿児島県（鹿児島県下一周市郡対抗駅伝競走大会）
- 沖縄県（沖縄一周市郡対抗駅伝競走大会）